# Минчо Празников
Минчо Досев Празников е български синоптик.
Роден е на 9 февруари 1938 г. в Дряново. Кръстен е на дядо си - опълченец, 2 пъти раняван при боевете за Шипка. Любопитното фамилно име идва от прозвище, лепнато на прадядо му, който оправдавал отсъствията си от училище с църковни празници.
Метеорологията го влече още от ранна възраст. Завършва Физическия факултет на СУ „Св. Климент Охридски“, специалност „Физика и метеорология“.
Работи 22 години като синоптик във Военновъздушните сили. В периода 1986 - 2000 г. работи в Националния институт по метеорология и хидрология, а от декември 2000 г. е в частната фирма за метеорологични прогнози „ТВ-МЕТ“.
Женен е за Цанка Бошнакова-Празникова, професор в Медицинската академия.
През 2001 г. се явява на Парламентарните избори в Кърджали от листата на Гергьовден, но не събира достатъчно гласове.